# Riječko-pulska nogometna zona 1968./69.
Riječko-pulska nogometna zona (također i kao Nogometna zona Rijeka – Pula) je bila jedna od zona Prvenstva Hrvatske, te liga trećeg stupnja nogometnog prvenstva Jugoslavije u sezoni 1968./69. 
 
Sudjelovalo je 14 klubova, a prvak je bio "Rovinj".  

## Ljestvica
| mj. | klub                       | ut. | pob. | ner. | por. | gol+ | gol- | bod     |
| --- | -------------------------- | --- | ---- | ---- | ---- | ---- | ---- | ------- |
| 1.  | Rovinj                     | 26  | 16   | 5    | 5    | 68   | 26   | 37      |
| 2.  | Rudar Labin                | 26  | 17   | 1    | 8    | 81   | 39   | 35      |
| 3.  | Crikvenica                 | 26  | 14   | 2    | 10   | 43   | 41   | 30      |
| 4.  | Uljanik Pula               | 26  | 11   | 7    | 8    | 51   | 37   | 29      |
| 5.  | Lokomotiva Rijeka          | 26  | 12   | 4    | 10   | 51   | 40   | 28      |
| 6.  | Naprijed Hreljin           | 26  | 10   | 7    | 9    | 55   | 44   | 27      |
| 7.  | Nehaj Senj                 | 26  | 12   | 3    | 11   | 44   | 40   | 27      |
| 8.  | Konstruktor Rijeka         | 26  | 10   | 6    | 10   | 46   | 49   | 26      |
| 9.  | Jadran Poreč               | 26  | 11   | 5    | 10   | 41   | 55   | 24 (-2) |
| 10. | Grobničan (Cernik – Čavle) | 26  | 8    | 7    | 11   | 33   | 37   | 23      |
| 11. | Opatija                    | 26  | 10   | 3    | 13   | 31   | 42   | 23      |
| 12. | Goranin Delnice            | 26  | 10   | 2    | 14   | 43   | 60   | 22      |
| 13. | Vinodol Novi Vinodolski    | 26  | 8    | 4    | 14   | 39   | 68   | 20      |
| 14. | Buje                       | 26  | 3    | 4    | 19   | 20   | 69   | 8       |

## Rezultatska križaljka
| kratica | klub                       | BUJE | CRI | GOR | GRO | JAD | KON | LOK | NAP | NEH | OPA | ROV | RUD | ULJA | VIN |
| --- | -------------------------- | ---- | --- | --- | --- | --- | --- | --- | --- | --- | --- | --- | --- | ---- | --- |
| BUJE | Buje                       |      |     |     |     |     |     |     |     |     |     |     |     |      |     |
| CRI | Crikvenica                 |      |     |     |     |     |     |     |     |     |     |     |     |      |     |
| GOR | Goranin Delnice            |      |     |     |     |     |     |     |     |     |     |     |     |      |     |
| GRO | Grobničan (Cernik – Čavle) |      |     |     |     |     |     |     |     |     |     |     |     |      |     |
| JAD | Jadran Poreč               |      |     |     |     |     |     |     |     |     |     |     |     |      |     |
| KON | Konstruktor Rijeka         |      |     |     |     |     |     |     |     |     |     |     |     |      |     |
| LOK | Lokomotiva Rijeka          |      |     |     |     |     |     |     |     |     |     |     |     |      |     |
| NAP | Naprijed Hreljin           |      |     |     |     |     |     |     |     |     |     |     |     |      |     |
| NEH | Nehaj Senj                 |      |     |     |     |     |     |     |     |     |     |     |     |      |     |
| OPA | Opatija                    |      |     |     |     |     |     |     |     |     |     |     |     |      |     |
| ROV | Rovinj                     |      |     |     |     |     |     |     |     |     |     |     |     |      |     |
| RUD | Rudar Labin                |      |     |     |     |     |     |     |     |     |     |     |     |      |     |
| ULJA | Uljanik Pula               |      |     |     |     |     |     |     |     |     |     |     |     |      |     |
| VIN | Vinodol Novi Vinodolski    |      |     |     |     |     |     |     |     |     |     |     |     |      |     |
| |                            |      |     |     |     |     |     |     |     |     |     |     |     |      |     |
| podebljan rezultat - utakmice od 1. do 13. kola (1. utakmica između klubova) rezultat normalne debljine - utakmice od 14. do 26. kola (2. utakmica između klubova) rezultat nakošen - nije vidljiv redoslijed odigravanja međusobnih utakmica iz dostupnih izvora rezultat smanjen * - iz dostupnih izvora nije uočljiv domaćin susreta prekrižen rezultat - poništena ili brisana utakmica p - utakmica prekinuta 3:0 p.f. / 0:3 p.f. - rezultat 3:0 bez borbe |                            |      |     |     |     |     |     |     |     |     |     |     |     |      |     |

 Izvori: